# White Salmon
White Salmon es una ciudad ubicada en el condado de Klickitat en el estado estadounidense de Washington. En el año 2000 tenía una población de 2.193 habitantes y una densidad poblacional de 677,4personas por km².

## Geografía
White Salmon se encuentra ubicada en las coordenadas 45°43′44″N 121°29′1″O / 45.72889, -121.48361.

## Demografía
Según la Oficina del Censo en 2000 los ingresos medios por hogar en la localidad eran de $34.787, y los ingresos medios por familia eran $39.653. Los hombres tenían unos ingresos medios de $33.021 frente a los $20.417 para las mujeres. La renta per cápita para la localidad era de $17.995. Alrededor del 16,7% de la población estaban por debajo del umbral de pobreza.